# Eleccions generals d'Irlanda del Nord de 1965
Les eleccions generals d'Irlanda del Nord de 1965 es van celebrar el 25 de novembre de 1965 amb una nova incontestable victòria del Partit Unionista de l'Ulster (PUU) de Terence O'Neill.

## Resultats
| Partit                     | Líder           | Vot popular | %     | Escons | Canvi (de 1965) |
| Partit Unionista           | Terence O'Neill | 191.896     | 59,1% | 36     | +2              |
| Laboristes                 | Tom Boyd        | 66.323      | 20,4% | 2      | -2              |
| Nacionalistes              | Eddie MacAteer  | 26.748      | 8,2%  | 9      | -3              |
| National Democrats         | Ciaran McKeown  | 15.206      | 4,7%  | 1      | +1              |
| Liberals                   | Albert McElroy  | 12.618      | 3,9%  | 1      |                 |
| Laboristes independents    |                 | 4.371       | 1,4%  |        |                 |
| Partit Republicà Laborista | Gerry Fitt      | 3.326       | 1,0%  | 1      | +1              |
| Moviment Nova Irlanda      |                 | 3.111       | 1,0%  |        |                 |
| Republicà independent      |                 | 682         | 0,2%  |        |                 |
| Comunistes                 | Hugh Moore      | 308         | 0,2%  |        |                 |